# Буди-Яновські
Буди-Яновські (пол. Budy Janowskie) — село в Польщі, у гміні Мінськ-Мазовецький Мінського повіту Мазовецького воєводства.
Населення — 236 осіб (2011).
У 1975-1998 роках село належало до Седлецького воєводства.

## Демографія
Демографічна структура станом на 31 березня 2011 року:
|          | Загалом | Допрацездатний вік | Працездатний вік | Постпрацездатний вік |
| -------- | ------- | ------------------ | ---------------- | -------------------- |
| Чоловіки | 116     | 34                 | 74               | 8                    |
| Жінки    | 120     | 29                 | 75               | 16                   |
| Разом    | 236     | 63                 | 149              | 24                   |